# Hedychrum rutilans
Espèce
Hedychrum rutilans est une espèce d'insectes hyménoptères de la famille des Chrysididae.